# Barbara Morgan (fotografa)
Barbara Morgan, alla nascita Barbara Brooks Johnson, (Buffalo, 8 luglio 1900 – Sleepy Hollow, 17 agosto 1992), è stata una fotografa statunitense, molto nota per le sue raffigurazioni della danza moderna. È stata una cofondatrice della rivista fotografica  Aperture.

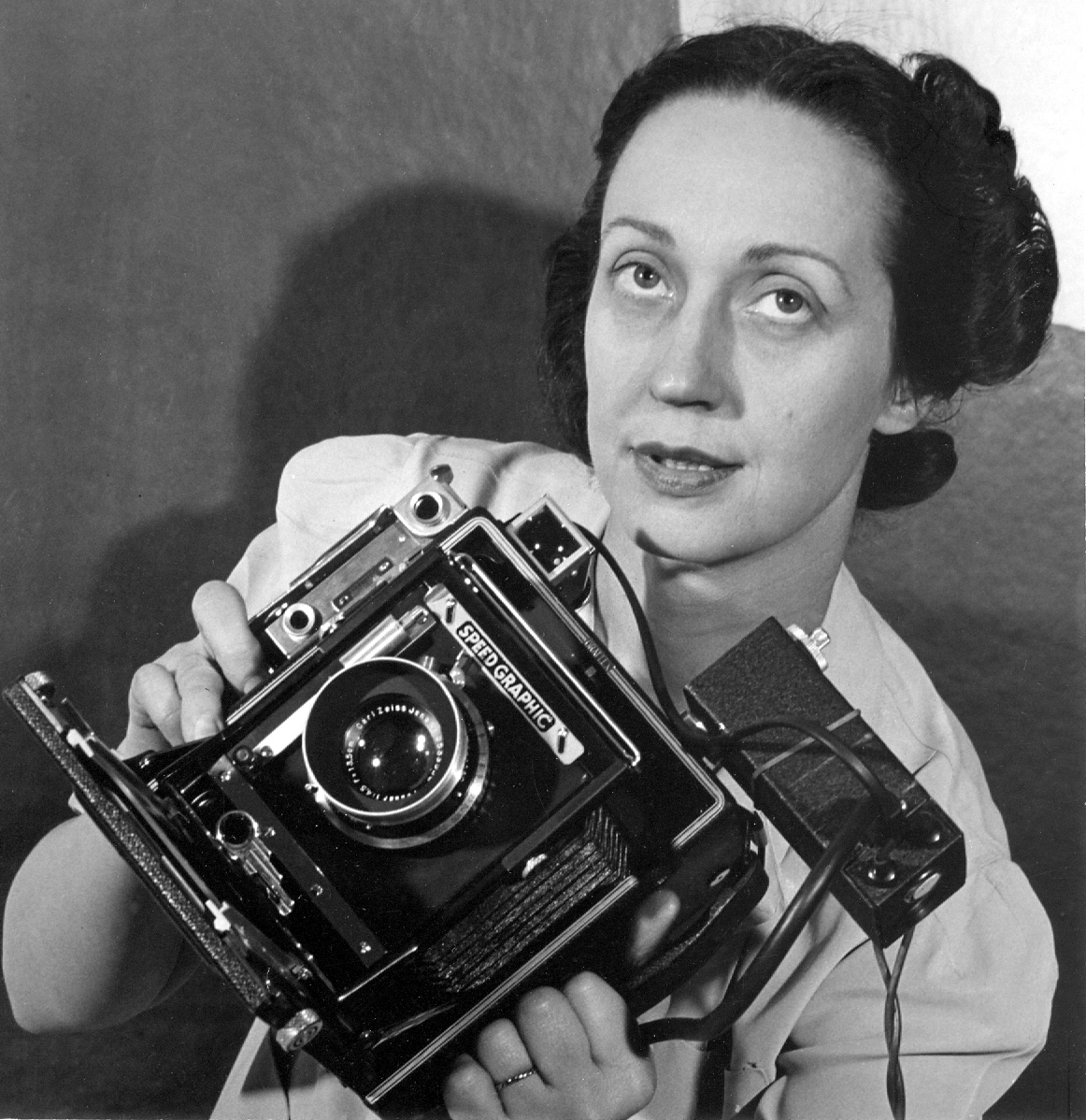
Barbara Morgan con la sua macchina fotografica Graflex nel 1940

La Morgan è conosciuta nel mondo dell'arte visiva e della danza per i suoi studi penetranti delle ballerine moderne americane Martha Graham, Merce Cunningham, Erick Hawkins, José Limón, Doris Humphrey, Charles Weidman e altri. I disegni, le stampe, gli acquerelli e i dipinti della Morgan furono esposti ampiamente in California negli anni '20 e a New York e Filadelfia negli anni '30.

## Biografia

### Primi anni e formazione
Barbara Brooks Johnson nacque l'8 luglio 1900 a Buffalo, nel Kansas. La sua famiglia si trasferì sulla costa occidentale lo stesso anno e crebbe in una fattoria con pescheto nel sud della California.
La sua formazione artistica alla UCLA, dal 1919 al 1923, si basava sui principi "sintetici" dell'arte di Arthur Wesley Dow. Il disegno astratto veniva insegnato parallelamente al disegno figurativo ed alla pittura. La storia dell'arte veniva insegnata con un'enfasi significativa sulle tradizioni artistiche primitive, asiatiche ed europee.
Mentre studiava, Johnson lesse dai Chinese Six Canons of Painting, sulla "vitalità ritmica", o essenza della forza vitale, descritta come l'obiettivo dell'espressione dell'artista. Questo concetto riguardava direttamente l'insegnamento di suo padre che tutte le cose sono fatte di "atomi danzanti" e rimase una filosofia guida per tutta la sua vita di artista.
Johnson si iscrisse alla facoltà della UCLA nel 1925 e divenne una sostenitrice dell'arte moderna mentre molti dei suoi colleghi erano orientati verso un approccio più tradizionale all'arte. Espose i suoi disegni, stampe e acquerelli in tutta la California. Nel 1929 il critico del Los Angeles Times Arthur Miller scrisse: "Una delle più belle serie di stampe nella mostra è quella di Barbara Morgan e queste rischiano anche di essere le opere più astratte qui.... Miss Morgan le serve con una salsa estetica che non viene prodotta in una cucina casuale. Lei è diventata così astratta che la vediamo prendere spunti da Kandinsky, l'astrattista per eccellenza tra tutti loro". Nello stesso anno Prudence Wollet del Los Angeles Times scrisse: "Per un'indipendenza vera e propria, Barbara Morgan si è presa ancora più libertà... Io sostengo che questa sperimentatrice necessita di essere tenuta d'occhio."
Nel 1925 Barbara Johnson sposò Willard D. Morgan, uno scrittore che illustrò i suoi articoli con le sue fotografie. Barbara assistette Willard nel fotografare l'architettura moderna di Frank Lloyd Wright e Richard Neutra, compresa una documentazione completa dell'edificio di Lovell House. Willard vide l'importanza della fotografia, che affermò essere la vera arte moderna del ventesimo secolo. Barbara continuò a dipingere, sentendo che la fotografia era "utile solo come testimonianza". Nel 1927 Barbara curò una mostra del lavoro di Edward Weston con la collega Annita Delano nella Galleria UCLA. Le ricche e brillanti stampe di Weston di soggetti californiani e messicani "suonarono il campanello" per lei quando montava questa mostra all'UCLA, anche se le trovò "troppo statiche per il suo stile".
Nel 1935, diede alla luce suo figlio, Douglas O. Morgan, che sposò la nota fotografa Liliane de Cock.

### Il lavoro negli Stati Uniti sudoccidentali

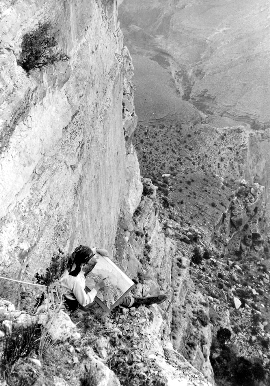
Morgan dipinge il Grand Canyon nel 1928. Fotografia di Willard Morgan

Ogni estate, quando le lezioni erano finite, Willard e Barbara caricavano la loro auto con attrezzature per la pittura e la fotografia e si dirigevano verso il deserto. Barbara dipingeva quanto più possibile per le mostre invernali e aiutava Willard a fotografare per i suoi articoli. Willard aveva due Leica Modello A, con le quali la coppia si fotografava a vicenda sulle rovine di una scogliera, salendo sul Rainbow Bridge, nelle mesas Hopi e nei canyon. Le fotografie risultanti sono state tra le prime 35mm ad apparire nelle riviste americane che illustrano gli articoli di Willard.
Le esperienze di Morgan nel sud-ovest erano profondamente importanti per lei. La stratificazione del Grand Canyon e della Monument Valley la mise in sintonia col tempo geologico; le cliff-dwelling della Mesa Verde con l'antico tempo umano. Le tribù indiane Navajo e Pueblo attraverso la danza rituale mostravano la loro "partecipazione al processo cosmico" e la collegavano a un primordiale universale.

### Il lavoro a New York City
In risposta agli articoli di Willard illustrati con la Leica, E. Leitz, Inc. gli offrì un lavoro per pubblicizzare la nuova fotocamera 35mm e la coppia si trasferì a New York nell'estate del 1930. Dopo un anno di viaggi a est con Willard, Barbara mise su uno studio di incisione nel 1931 sulla 23ª strada di fronte al Washington Square Park a New York. Carl Zigrosser della Weyhe Gallery (NYC) espose le sue xilografie e nuove litografie dei temi della città. L'impatto della città, delle sue masse di persone, del traffico, degli edifici e dell'est, erano in contrasto con i suoi ricordi del sud-ovest. Da questo materiale emersero forme simboliche e cominciò a dipingere in modo più astratto, esibendo il suo nuovo lavoro in una mostra personale alla Mellon Gallery di Filadelfia. Mentre era all'UCLA, a Barbara era stata offerta una borsa di studio dal Dr. Albert Barnes, così mentre viaggiava verso est, visitò la sua collezione d'arte a Merion, in Pennsylvania. Come forma di studio, Barnes permise a Willard e Barbara di fotografare la sua intera collezione. Mentre fotografava un'icona della fertilità del Sudan e una maschera totemica della Costa d'Avorio, Barbara scoprì che poteva far sembrare queste sculture rituali minacciose o benigne, semplicemente controllando l'illuminazione. Questa esperienza di drammatizzazione dei significati controllabili attraverso la manipolazione della luce divenne il preludio alla sua "illuminazione psicologica" della danza per le composizioni con la macchina fotografica.
Barbara Morgan fu profondamente coinvolta nel Congresso degli artisti americani sin dal suo inizio nel 1936 e prestò servizio come membro del comitato della mostra durante la presidenza del Congresso di Stuart Davis dal 1937 al 1939.

### Fotografia

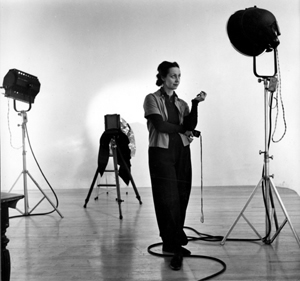
Morgan nel suo studio, 1941

Con due bambini piccoli, Douglas nato nel 1932 e Lloyd nel 1935, Barbara cercava un modo efficace per essere sia madre che artista. Abbandonare la pittura a favore della fotografia sembrava estremo, tranne che per due fattori di risparmio; in primo luogo, l'emergere di un'idea per un libro futuro e in secondo luogo, non richiedendo le ore di luce ininterrotte che la pittura vuole avrebbe potuto lavorare di notte nella camera oscura. Sebbene Barbara avesse esposto migliaia di immagini, non si considerava ancora una fotografa perché non aveva completato un ciclo di sviluppo e di stampa del proprio lavoro. Così fondò un nuovo studio con una camera oscura al 10 East della 23ª Strada, affacciato su Madison Square e iniziò a sperimentare gli aspetti tecnici e della camera oscura della fotografia nel 1931. Barbara apprese la lavorazione da Willard e lavorò su altre lacune nella sua tecnica, principalmente con la fotocamera 4x5 Speed Graphic e Leica con tutti gli obiettivi. Lavorò con Harold Harvey mentre stava perfezionando la sua temperatura Replenishing Fine Grain Developer 777. Durante questo periodo iniziò ad esplorare il fotomontaggio.
Morgan era uno dei primi membri della Photo League di New York. Le sue fotografie sono state incluse nella mostra della lega "This Is the Photo League" nel 1949 La Barbara Morgan Estate è rappresentata dalla Bruce Silverstein Gallery di New York.

### Fotografia della danza

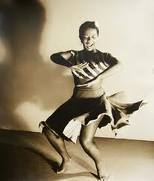
Pearl Primus, Rock Daniel (1944)

Nel 1935 Barbara partecipò ad un'esibizione della giovane Martha Graham Dance Company. Fu immediatamente colpita dall'importanza storica e sociale dell'emergente movimento American Modern Dance:
"Per compendiare... una danza con la macchina fotografica, le rappresentazioni teatrali sono inadeguate, perché in quella situazione si può scattare solo fortunosamente. Per la mia interpretazione era necessario reindirizzare, riaccendere e sintetizzare fotograficamente ciò che sentivo essere il nucleo della danza totale."»
Molti dei ballerini che la Morgan ha fotografato sono ora considerati i pionieri della danza moderna e le sue fotografie le immagini definitive della loro arte. Tra questi c'erano Valerie Bettis, Merce Cunningham, Jane Dudley, Erick Hawkins, Hanya Holm, Doris Humphrey, José Limón, Sophie Maslow, May O’Donnell, Pearl Primus, Anna Sokolow, Helen Tamiris e Charles Weidman. I critici Clive Barnes, John Martin, Elizabeth McCausland e Beaumont Newhall notarono tutti l'importanza del lavoro della Morgan.
Graham e Morgan svilupparono una relazione che sarebbe durata circa 60 anni. La loro corrispondenza attesta il reciproco affetto, fiducia e rispetto. Nel 1980 la Graham dichiarò:
Nel 1945 con la sponsorizzazione della National Gallery e del Dipartimento di Stato, la Morgan allestì la mostra La Danza Moderna Norte-Americana: Fotografias por Barbara Morgan, 44 ingrandimenti montati su pannello, esposti per la prima volta al Museum of Modern Art di New York, poi in un tour sudamericano.

### Fotomontaggio e disegno con la luce

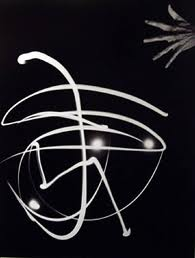
Pure Energy and Neurotic Man (1940)

Nella sua continua ricerca di fare di più con la fotografia, la Morgan "iniziò a percepire il carattere pervasivo e vibratorio dell'energia luminosa come partner dell'energia fisica e spirituale della danza e come il motore principale del processo fotografico. “All'improvviso ho deciso di rendere omaggio alla luce e di creare un motivo leggero ritmico per il finale del libro.” Creava disegni di luce gestuale con l'otturatore aperto della macchina fotografica nel suo studio oscurato.
Sebbene il fotomontaggio fosse praticato con entusiasmo in Europa e America Latina negli anni '30 e '40, era ancora estraneo alla fotografia americana e ampiamente disprezzato. La conoscenza di Morgan delle avanguardie europee e la sua amicizia con Lucia e László Moholy-Nagy favorirono il suo interesse per il montaggio. Era particolarmente incantata da come il genere potesse catturare la molteplicità della vita moderna americana. Lavorò con temi di interesse sociale e ambienti naturali e costruiti.

### Summer's Childrene il lavoro di progettazione di libri
Nel corso degli anni il suo grande interesse per lo sviluppo dei bambini ispirò molti lavori situati nei campi estivi per bambini, nelle scuole e nei collegi e i suoi progetti culminarono nel libro Summer's Children (1951). Beaumont Newhall, dell George Eastman House elogiò il lavoro affermando: “Le sue fotografie sensibili, sapientemente combinate con le parole, catturano il mondo dei giovani con cordialità e tenerezza, umorismo e simpatia. Summer's Children è una toccante interpretazione del magico mondo della gioventù”.
La Morgan ha anche progettato e curato la fotografia di The World of Albert Schweitzer, di Erica Anderson (Harper & Brothers, 1955) e ha realizzato le fotografie per Prestini’s Art in Wood, per Pocohontas Press nel 1950.

### Black Mountain College
Nel 1943, su richiesta di Josef Albers, Barbara Morgan inviò 24 fotografie per una mostra al Black Mountain College, per accompagnare una conferenza che stava presentando sulla fotografia. L'anno successivo la Morgan si unì alla facoltà di Art Summer Institute per una settimana durante l'anno inaugurale (1944) con Walter Gropius e Josef e Anni Albers, tra gli altri. Durante questa sessione la Morgan tenne conferenze all'intera comunità del campus sul "ruolo della luce nella fotografia". Non diede lezioni in una camera oscura, ma usò un laboratorio all'aperto ponendo l'accento sull'estetica al di sopra della tecnica.

### Contributi
La vita e l'arte di Morgan erano entrambe infuse di questo profondo senso di energia e rissolutezza nel raggiungere i suoi scopi. "Non sono solo un 'fotografo' o un 'pittore'", dichiarò, "ma un essere umano visivamente consapevole, alla ricerca di modi per comunicare le intensità della vita". Possedeva un'innata capacità per i sodalizi stretti e le amicizie durature con alcune delle menti più creative del suo tempo, scambiando lettere con Edward Weston, Gordon Parks, Margaret Mead, Buckminster Fuller, Joseph Campbell, William Carlos Williams, Dorothea Lange, Stuart Davis, Richard Neutra e Charles Sheeler, tra molti altri. Era un'amica profonda e fidata di Berenice Abbott, Wynn Bullock, Minor White, Ansel Adams e Nancy e Beaumont Newhall. 
Nel 1952 la Morgan fondò Aperture Magazine con Adams, Lange, White e i Newhall. Il suo lavoro fu inserito da Edward Steichen nel tour mondiale della mostra The Family of Man del MoMA, che lei recensì per un numero di Aperture dedicato allo spettacolo. La Morgan espose ampiamente, inclusa una seconda mostra personale al Museum of Modern Art di New York e tenne lezioni a livello nazionale per quasi cinquant'anni. Fu istruttrice ospite per gli Yosemite Workshops di Ansel Adams nel 1970 e nel 1971. I suoi numerosi articoli su riviste, i suoi commenti sull'arte e la fotografia e la sua voluminosa e vivace corrispondenza non sono ancora stati approfonditi. 
L'archivio della Morgan si trova presso il Centro per la Fotografia Creativa situato nel campus dell'Università dell'Arizona a Tucson. "Che meraviglia vedere una persona che ha sviluppato tutte queste capacità per la sua abitudine di vivere come un essere umano nella sua totalità", ha scritto Minor White nell'introduzione di un numero di Aperture del 1964 dedicato al suo lavoro.
Successivamente riprese a lavorare nel disegno, nell'acquerello e nella pittura, che continuò fino agli anni '70.

## Opere pubblicate
- Martha Graham: Sixteen Dances in Photographs, 1ª ed., Duell, Sloan and Pearce, 1941.
- Summer's Children, 1ª ed., Morgan and Morgan, 1951.
- Barbara Morgan- A Morgan & Morgan Monograph, Morgan and Morgan, 1972.
- Barbara Morgan: Photomontage, Morgan and Morgan, 1980.

## Premi e riconoscimenti
- Lifetime Achievement Award of American Society of Magazine Photographers
- Women's Caucus for Art Lifetime Achievement Award (1986)
- Honorary Doctorate of Fine Arts degree From Marquette University, Milwaukee, Wisconsin in 1978[24]